# Техера Парис, Энрике
Энрике Техера Парис (исп. Enrique Tejera París; 29 апреля 1919, Каракас, Венесуэла — 11 ноября 2015, там же) — венесуэльский государственный деятель, министр иностранных дел Венесуэлы (1989).

## Биография
Родился в семье учёного. В 1942 г. окончил факультет экономики и социальных наук Центрального университета Венесуэлы в Каракасе. Являлся президентом студенческой федерации Венесуэлы. Затем получил докторскую степень и стал профессором конституционного права Центрального университета Венесуэлы. Владел пятью иностранными языками.
Также являлся президентом федерации скаутов Венесуэлы и занимался юридической практикой, будучи одним из основателей юридического бюро Cottin, Tejera París & Asociados.
Был членом партии Демократическое действие. Занимал посты генерального прокурора по вопросам страхования, административного директора Министерства сельского хозяйства, руководителя миссии по вопросам иммиграции в Риме и члена Комиссии по финансовым и административным исследованиям Министерства финансов.
После свержения диктатуры генерала Маркоса Переса Хименеса c 1958 по 1959 г; возглавлял Национальную Систему планирования и координации (Cordiplan), а с 1959 по 1961 г. занимал должность губернатора штата Сукре. В 1962 г. он был назначен президентом промышленного банка, увеличив его капитализацию в 8 раз.
С 1963 по 1968 гг. являлся послом Венесуэлы в Испании и США, выступая одним из главных латиноамериканских идеологов: выступающих против кубинского правительства во главе с Фиделем Кастро; также являлся постоянным представителем при Организации американских государств (ОАГ) и Организации Объединённых Наций. Также он являлся представителем в Международном валютном фонде, выступая в качестве исполнительного директора от имени Венесуэлы, Мексики и Центральной Америки.
С 1969 по 1974 гг. избирался сенатором.
В 1989 г. занимал должность министра иностранных дел в правительстве Карлоса Андреса Переса.
В конце декабря 2002 г. в ходе обыска в доме у политика агенты военной разведки обнаружили видеоплёнки, списки телефонов и подробную карту стратегических объектов в Каракасе под заголовком «Окончательное решение». Он был заподозрен в сотрудничестве с высокопоставленными военными, организовавшими попытку государственного переворота в апреле 2002 г. В своём обращении президент Венесуэлы Уго Чавес сообщил, что бывший министр подготовил черновик декрета, отменяющего конституцию страны, который он должен был подписать, как только примет на себя обязанности президента. Однако бывший министр иностранных дел арестован не был. Его адвокат заявил, что права его клиента были нарушены, так как агенты не предъявили ордер на обыск. По мнению адвоката, карта была подброшена во время обыска.
Во время президентской избирательной кампании в 2006 г. рассматривался как вероятный кандидат от оппозиции, но заявил о поддержке единого кандидата против действующей власти Мануэля Росалеса.

## Награды и звания
Был награждён орденом Изабеллы Католической.